# Saze
Saze település Franciaországban, Gard megyében. Lakosainak száma 2097 fő (2022. január 1.). Saze Les Angles, Aramon, Domazan és Rochefort-du-Gard községekkel határos.

## Népesség
A település népessége az elmúlt években az alábbi módon változott:
| Lakosok száma | 513  | 1102 | 1321 | 1713 | 1960 | 2002 | 2037 | 2119 | 2112 | 2097 |
|               | 1968 | 1982 | 1990 | 2006 | 2013 | 2015 | 2017 | 2019 | 2020 | 2022 |